# Hydropsyche bidentata
Hydropsyche bidentata is een schietmot uit de familie Hydropsychidae. De soort komt voor in het Nearctisch gebied.